# Ježená
Ježená (deutsch Jesau) ist eine Gemeinde in Tschechien. Sie liegt zehn Kilometer westlich des Stadtzentrums von Jihlava und gehört zum Okres Jihlava.

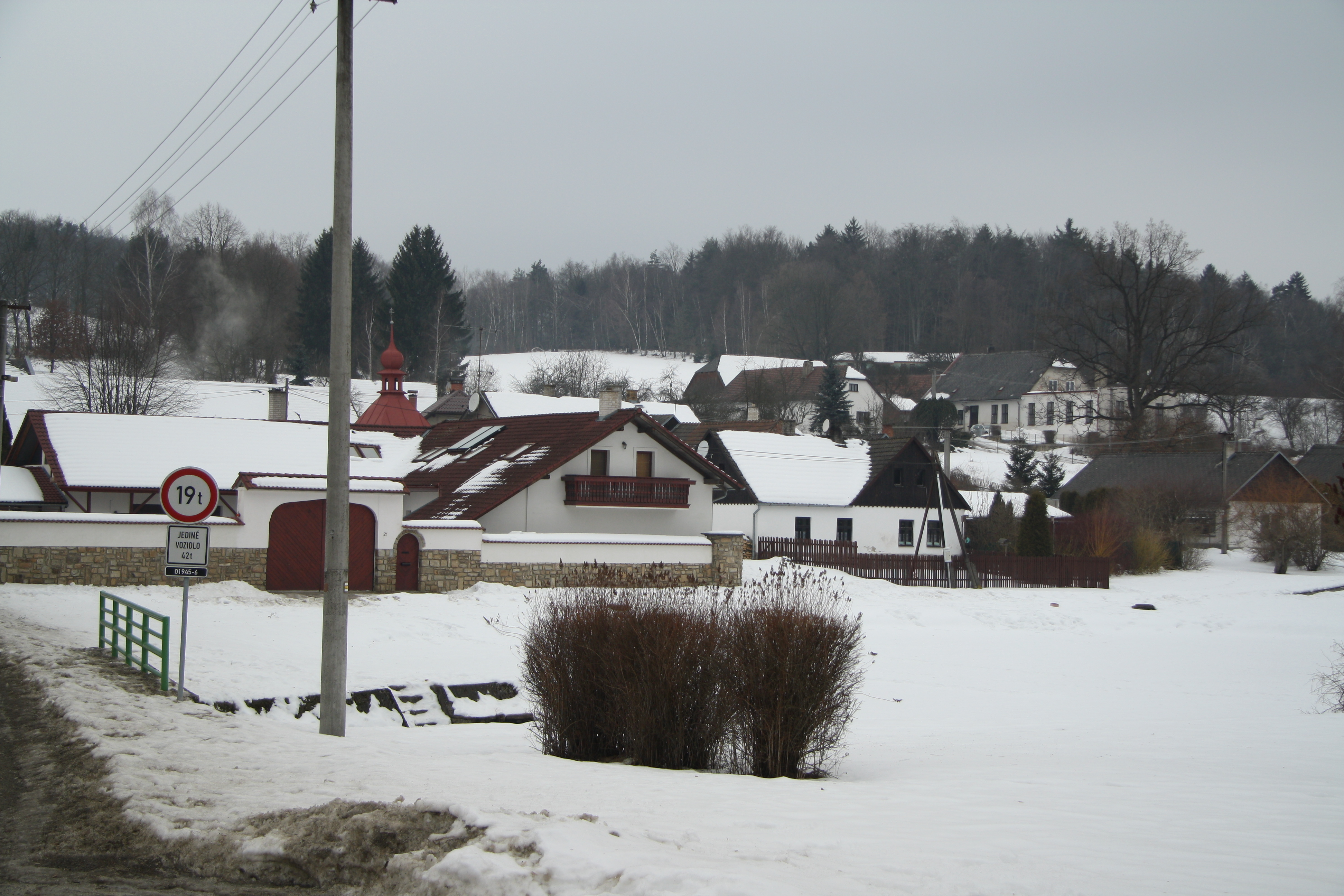
Ortsansicht

## Geographie
Ježená befindet sich im Tal des Baches Maršovský potok in der Böhmisch-Mährischen Höhe. Südöstlich liegt die Talsperre Hubenov, im Nordwesten der Teich Maršovský rybník (Marschauer Teich). Im Osten erhebt sich der U svatého Antonína (Antoniberg, 629 m), westlich der Boucko (661 m) und im Nordwesten der Zedníkův kopec (626 m).
Nachbarorte sind Jiřín im Norden, Hlávkov und Bílý Kámen im Nordosten, Vyskytná nad Jihlavou und Nový Rounek im Osten, Rounek im Südosten, Dvorce und Hubenov im Süden, Boršov und Zbuzany im Südwesten, Dušejov und Pánkovsko im Westen sowie Maršov und Zbilidy im Nordwesten.

## Geschichte
Der Ort entstand während der Kolonisation der böhmischen Grenzgebiete zu Mähren durch das Kloster Seelau mit deutschen Siedlern. Die erste schriftliche Erwähnung von Jesena erfolgte im Jahre 1226 zusammen mit anderen Orten in einer Besitzbestätigungsurkunde Honorius III. für das Kloster. 1359 wurde das Dorf als Jezena bezeichnet. Im Jahre 1390 wurde ein Teich zwischen den Dörfern Zbylyd und Gezena erwähnt, bei dem es sich wahrscheinlich um den Maršovský rybník handelt. Die während der Hussitenkriege verwaisten Seelauer Klostergüter übergab König Sigismund 1436 mit Einverständnis des nach Iglau geflüchteten Abtes dem Schutz und der Verwaltung Nikolaus Trčka von Lípas. 1458 schrieb Georg von Podiebrad den Trčka von Lípa den Klosterbesitz auch in der Landtafel zu. Die niedere Gerichtsbarkeit übte der Richter von Deutsch Gießhübel aus. 1596 verkaufte Wilhelm Trčka von Lípa Jesau und das angrenzende Land bis zur Igel an die Stadt Iglau, die den neu erworbenen Besitz im Neuen Gut in Böhmen zusammenfasste. Während des Dreißigjährigen Krieges verödete das Dorf; 1630 wurden von den 15 Anwesen nur noch neun bewirtschaftete.
Jesau verblieb bis 1848 im Besitz der Stadt Iglauer. Das Dorf gehörte zur Iglauer Sprachinsel und war gemischtsprachig.
Nach der Aufhebung der Patrimonialherrschaften bildete Jesau / Jezina ab 1850 einen Ortsteil der Gemeinde Steindorf im Bezirk Polná. 1855 entstand eine Spiritusbrennerei, die 1878 zur Stärkerei umgewandelt wurde. 1878 wurde der Ort dem Bezirk Deutschbrod zugeordnet. In Jesau wurde bis 1880 Pottasche hergestellt. Nach 1900 wurde Jesau eigenständig. 1922 brannte die Stärkerei ab. 1925 bestanden in Jesau/Ježená eine Sägemühle und zwei Mahlmühlen. Nach dem Zweiten Weltkrieg wurden die deutschen Bewohner vertrieben. 1949 wurde die Gemeinde dem Okres Jihlava-okolí zugeordnet und seit 1961 gehört sie zum Okres Jihlava.

## Ortsgliederung
Für die Gemeinde Ježená sind keine Ortsteile ausgewiesen.

## Sehenswürdigkeiten
- Kapelle am Dorfplatz
- Wallfahrtskapelle auf dem Antoniberg, östlich des Ortes
- Stausee Hubenov, die Trinkwassertalsperre von Jihlava hat eine Wasserfläche von 60 ha.
- Stein mit Relief eines Kreuzes von 1601, im Wald unweit des Dorfes